# 이봉준
이봉준(1954년 9월 16일 ~ )은 대한민국의 남자 성우다. 1978년 CBS 공채 성우로 데뷔했으며 1980년 언론통폐합으로 인해 현재는 KBS 15기로 분류된다.
홍콩 영화배우 황추생을 전담했다.

## 출연작

### 애니메이션(KBS)
- 요리왕 비룡 - 원조대인
- 쉿! 내 친구는 빅파이브 시즌 1~2 - 티토 할아버지
- 오토마을 붕붕친구들(KBS) - 프랭클린
- 천사소녀 네티(KBS) - 시장(모리나카 히데오)
- 탐정소녀 킴파서블(KBS) - 드라켄 박사
- 원피스(KBS) - 검은 수염(마샬 D. 티치), 몽블랑 클리켓
- 라라의☆스타일기(KBS)
- 뚝딱박사 핌(KBS) - 브로코
- 요리킹 조리킹(KBS) - 아파치, 해설, 썬더맨
- 우정의 그라운드(KBS) - 켄이치 아빠, 축구 아나운서
- 벨과 마법의 성(KBS)
- 은비 까비의 옛날 옛적에(KBS)
- 꼬마신선 타오(KBS) - 바오 선생님
- 알라딘(KBS) - 목타르 / 라졸

### 애니메이션(타방송사)
- 두발네발반야드(니켈로디언)
- 강철의 연금술사 리메이크(애니박스) - 스카
- 내일의 나쟈(투니버스) - 게오르그 하스킬
- 원피스 Oreignal 18기 드래스 로자 편 - 후지토라
- 올림포스 가디언(SBS) - 헤파이스토스
- 동쪽의 에덴(투니버스)
- 이누야샤 6기 (챔프, 애니원) - 촌장(162화), 운가이(162화)
- 노다메 칸타빌레(애니맥스) - 세바스티아노 비엘라
- 롤러왕 파워킹(SBS)
- 천원돌파 그렌라간(애니맥스) - 안티스파이럴
- 지오레인저(SBS) - 조던
- 해로와 토레미(SBS) - 타이슨
- 요술공주 밍키(SBS) - 추장
- 프리큐어 Splash Star(챔프) - 골든스키
- 스타 워즈: 클론 전쟁(카툰네트워크)
- 독수리 5형제(SBS) - 앤더슨 장관
- 셰익스피어 명작만화(SBS) - 전사(윌리엄 텔의 모험), 단역(겨울이야기)
- 붉은광탄 질리온(투니버스) - 해설
- 직스(퀴니) - 리쓰
- 판타스틱4(카툰네트워크)
- 레이브(투니버스) - 무한의 하자
- 사무라이 참프루(투니버스) - 긴자
- 몬스터(투니버스) - 크로네커 교수
- 오란고교 사교클럽(투니버스) - 쿄우야 아버지
- 얼티밋 스파이더맨(디즈니채널) - 닉퓨리
- 톰과 제리 슈퍼레이스(카툰네트워크) - 사장
- 도깨비언덕에 왜 왔니?(투니버스) - 선왕

### 영화 애니 더빙
- 비스트워즈(VIDEO) - 메가트론
- 마계도시(VIDEO) - 강지석
- 우주에서 온 야구소년(VIDEO) - 박인철 / 샌슨 / 메카닉리히
- 주먹왕 랄프 - 홀로그램 교관 / 베어드 파파
- 보물성 - 빌리 본즈(노인 거북이), 몸과 머리가 분리되는 외계인-머리
- 개미 - 맨더블
- 니코: 산타비행단의 모험 - 독수리 대장
- 라따뚜이 - 라루스
- 슈렉 2 - 장화신은 고양이
  - 장화신은 고양이 - 장화신은 고양이
- 헷지(KBS) - 빈센트
- 알라딘(MOVIE) - 라졸
  - 돌아온 자파(MOVIE) - 라졸
  - 알라딘과 도적의 왕 - 라졸
- 아마게돈(KBS)
- 11인의 우주용사(KBS) - 장로
- 생쥐와 야옹이(SBS) - 파이블의 아빠
- 바비의 백조의 호수(투니버스) - 루트바르트
- 터보 - 위플래시
- 토이 스토리 3 - 처클스
- 스피릿 - 기병대장
- 브라더 베어 - 터그
- 아이스 에이지 - 소토
- 아이스 에이지 4 - 거트
- 엘도라도 - 코테스(짐 커밍스)
- 공주와 개구리 - 제임스
- 매지컬: 공주를 웃겨라 - 왕
- 원피스 스탬피드 - 후지토라

### 영화 더빙

#### 전담 배우
- 황추생
  - 무간도(KBS) - 황지성 국장
    - 무간도 2: 혼돈의 시대(KBS) - 황지성
    - 무간도3 : 종극무간(KBS) - 황지성 국장

  - 천방지축(KBS) - 포청천
  - 20 30 40(KBS) - 시게
  - 말할 수 없는 비밀(KBS) - 샹룬 아버지
- 스티븐 토볼로스키
  - 블라인드 가이(KBS) - 퍼킨스 박사
  - 시간 여행자의 아내(KBS) - 데이빗 켄드릭 박사
  - 사랑의 블랙홀(KBS) - 네드
  - 4차원의 포로 (SBS) - 바니
- 007 두 번 산다 (KBS) - 헨더슨(찰스 그레이) / 소련 우주 관제원(리처드 마너)
- X파일: 미래와의 전쟁(KBS) - 스키너 부국장(미치 필레지)
- 007 살인번호(KBS) - 총리(루이스 브레즈너)
- 007 골든아이(KBS)
- 21그램(KBS) - 크리스티나 아버지(제리 칩만) / 의사(존 루빈스타인)
- 25시의 추적(KBS)
- 굿모닝 베트남(KBS) - 특무상사(J. T. 월시) / 에디(폴로이드 비비노)
- 골치 아픈 여자(KBS) - 월터(클라렌스 펠더)
- 걸 파이트(KBS) - 헥터 (제이미 티렐리)
- 검은 고양이 흰 고양이(KBS) - 그르가 손자
- 꼬마돼지 베이브(EBS) - 호겟 (제임스 크롬웰)
- 꾸뻬씨의 행복여행(KBS) - 에드워드(스텔란 스카르스고르드) / 니도프 교수(버나드 커플링) / 비행 기장(기스 데 빌리어스)
- 그녀에게(KBS) - 마르코(다리오 그랜디네티)
- 그루지(SBS) - 나카가와 형사(료 이시바시)
- 글래디에이터(SBS) - 가리우스(존 슈라넬) / 로마 검투사(스벤올레 토르센)
- 글레디에이터(KBS)
- 나의 그리스식 웨딩(KBS) - 로드니 밀러 (브루스 그레이)
  - 나의 그리스식 웨딩 2 (KBS) - 로드니(브루스 그레이) / 타키(게리 맨디시노)
- 나의 사랑 나의 기사(KBS)
- 나 홀로 집에 2(SBS) - 지배인(팀 커리)
- 나인야드2(SBS) - 스트라보 (프랭크 콜리슨)
- 너티 프로페서(KBS)
- 늑대와 춤을(KBS) - 열마리 곰(플로이드 웨스터맨)
- 노 머시(SBS) - 로사도(예룬 크라베)
- 니키타(SBS)
- 더 레이디(KBS) - 톰(루이스 힐리러) / 미얀마 대사관 직원 / 병원 의사
- 더 원(KBS) - 펀치(제이슨 스테이섬)
- 더 헌팅(SBS)
- 데드라인(KBS) - 쉬만 (올란 람베리)
- 데이라이트(KBS) - 스티븐(제이 O. 샌더스)
- 데이트 소동(KBS)
- 라스트 캐슬(KBS) - 윈터 (제임스 간돌피니)
- 라스트 패트롤(SBS)
- 라이언하트(KBS) - 러셀(브라이언 톰슨) / 의사(에릭 카슨)
- 런어웨이 브라이드(KBS)
- 레알(SBS) - 반델레이 룩셈부르고(본인) 외
- 로마의 휴일(97년 더빙판/KBS) - 어빙 (에디 앨버트)
- 록키3(KBS)
- 르 지탕(KBS)
- 리썰 웨폰 (SBS) - 머피 반장(스티브 카핸) / 경찰(로버트 폴)
- 링컨 차를 타는 변호사(KBS) - 프랭크(윌리엄 H. 메이시)
- 마지막 카운트다운(KBS)
- 마틴 쉰의 유죄추정(SBS)
- 말뚝상사 빌코(KBS)
- 말콤X(KBS) - 베인스 (앨버트 홀)
- 못말리는 서스펙트(KBS)
- 못 말리는 첩보원(KBS)
- 매드 맥스 2(SBS) - 파파갈로 (마이클 프레스톤) / 해설(해롤드 베이젠트)
- 맨 인 블랙(KBS) - 경찰 조사관(월리 C. 카펜터)
- 뮬란 - 황제(이연걸)
- 미녀 삼총사(SBS) - 로저(팀 커리)
- 미스터 베이스볼(KBS)
- 바람과 함께 사라지다(KBS) - 빅 샘(에버렛 브라운) / 해설
- 바텔(SBS)
- 반헬싱(KBS) - 프랑켄슈타인 (슐러 헨슬리) / 하이드 (로비 콜트레인)
- 불의 전차(KBS) - 버킨헤드 (나이젤 데이븐포트)
- 볼 폰(KBS)
- 브라더스(KBS) - 데이빗
- 블랙 독(SBS)
- 봉쥬르 무슈 슐로미(KBS) - 교장
- 비포 선셋(SBS) - 출판사 사장(베르농 도보체프)
- 비밀과 거짓말(SBS) - 모리스 (티모시 스폴)
- 빅 피쉬(KBS) - 베넷 박사 (로버트 귀욤) / 칼(매슈 맥그로리)
- 빌리 엘리어트(KBS) - 아버지
- 사랑의 스파이(KBS)
- 사랑의 이중주(KBS) - 클로드 (아널드 보슬루)
- 사막의 천사 제씨 (KBS) - 아담스(리처드 어드만)
- 사망유희(SBS)
- 사소한 이야기들(KBS) - 로베르토
- 사형도수 (SBS) - 양 사범(조지릉) / 주방장(금흠)
- 새(KBS)
- 죽음의 표적(SBS) - 맥스 (키스 데이빗)
- 설원의 윌(KBS) - 하퍼 (데이비드 오든 스티어스)
- 세븐(KBS, SBS) - 마틴 검사장(리처드 라운트리)
- 셰익스피어 인 러브(KBS) - 로즈 극장장 (제프리 러시)
- 솔저(SBS) - 에이스
- 식스티 세컨즈(KBS) - 애틀리 잭슨 (윌 패튼)
- 스네이크 아이(KBS) - 타일러(스탠 쇼)
- 스몰 솔저(KBS)
- 스미스씨 워싱턴에 가다(KBS) - 상원의장(해리 캐리) / 그리피스(윌리엄 드마레스트)
- 스타워즈 에피소드 4: 새로운 희망(KBS) - 다스베이더 (제임스 얼 존스)
  - 스타워즈 에피소드 5: 제국의 역습(KBS) - 다스베이더 (제임스 얼 존스)
  - 스타 워즈 에피소드 6: 제다이의 귀환(KBS) - 다스베이더 (제임스 얼 존스)
- 스트라이킹 디스턴스(KBS) - 에디(브라이언 제임스)
- 스파이더맨(KBS) - 조나 제임슨(J. K. 시먼스) / 해리의 집사(존 팩스턴) / 레슬러 선수(랜디 새비지)
- 스파이 대소동(KBS) - 요원(B.B. 킹)
- 신데렐라 - 신데렐라의 아버지(벤 채플린)
- 아나스타샤(KBS) - 기자(존 G. 헬러)
- 아더와 미니모이(KBS) - 말타자르 (데이빗 보위)
- 아메리칸 코만도(SBS)
- 아웃브레이크(SBS) - 소장 (도날드 서덜랜드)
- 아이가 커졌어요(KBS)
- 아이덴티티(KBS) - 검사(마샬 벨) / 변호인(카멘 아젠지아노)
- 아이언 이글(SBS) - 장군(랜스 르골)
- 압솔롬 탈출(KBS)
- 어둠속의 8일(KBS)
- 어둠속의 댄서(KBS)
- 업보(KBS)
- 애널라이즈 디스(KBS) - 살바토르 마시엘로 (팻 쿠퍼)
- 에딘버러시의 영웅(KBS) - 재판장(에드먼드 브레온)
- 에린 브로코비치(KBS) - 커트(피터 코요테) / 도나의 남편(마이클 하니) / 정신과 의사(데이비드 브리스빈)
- 에스토마고(KBS) - 에스트라드
- 에어 포스 원(KBS)
- 엘리트 스쿼드(KBS) - 안투네스(무릴로 엘바스)
- 엽문(KBS) - 주청천 (임달화)
  - 엽문 2(KBS) - 주청천 (임달화) / 영국 경찰서장 외
- 위대한 산티니(KBS)
- 위대한 탄생(KBS)
- 올리버 트위스트(SBS) - 캠필드 (앤디 린든)
- 욕망의 덫(SBS)
- 은밀한 거래(KBS) - 덱스터
- 의뢰인(KBS) - 의사 (윌리엄 메이시) / 기자 / FBI요원
- 의혹(SBS) - 샌디 스턴 (라울 줄리아)
- 이지 라이더(KBS) - 배우(헤이워드 로빌라드)
- 일 포스티노(SBS)
- 저지 걸(SBS)
- 제5원소(KBS) - 장군의 부하 / 경찰
- 조지 클루니의 표적(KBS) - 버든 (웬델 B. 해리스 주니어)
- 존 큐(KBS) - 레지(제임스 핀너티)
- 죠스 2 (KBS) - 피터슨(조시프 마스콜로)
- 쥬라기 공원2(SBS)
- 지옥의 묵시록 : 리덕스(KBS)
- 천일의 스캔들(KBS) - 토마스 불린 (마크 라이런스)
- 철의 여인(KBS) - 에어리 니브(니콜라스 파렐)
- 춤추는 대수사선 THE MOVIE(KBS) - 경찰(야마자키 하지메)
- 챈스 일병의 귀환(KBS) -  스트로블의 상관(존 베드포드 로이드)
- 친밀한 적(KBS) - 베졸 중령 (오를레앙 르코엥) / 대대장
- 카사블랑카(KBS)
- 캐리비안의 해적: 망자의 함(KBS) - 데비 존스 (빌 나이)
  - 캐리비안의 해적: 세상의 끝에서(KBS) - 데비 존스 (빌 나이) / 머서 (데이빗 쇼필드)
- 캣츠 앤 독스(SBS) - 브루디 교수 (알렉산더 폴락)
- 컨스피러시(KBS) - 조나스 (패트릭 스튜어트)
- 컬러 오브 머니(KBS) - 오르비스 (빌 콥스)
- 케이 팩스(SBS) - 러셀 (존 톨즈 베이)
- 콰이강의 다리(KBS) - 워든 중령 (잭 호킨스)
- 크루엘라 - 존 보리스(마크 스트롱)
- 키핑 더 페이스(KBS) - 주임신부(밀로스 포만)
- 킹 오브 쏘로우 ~ 참을 수 없는 슬픔(KBS) - 토니 / 안소니 (게리 허드슨) 외
- 타이타닉 타운(SBS) - 에이단 (시아란 힌즈)
- 터미네이터(KBS) - 방송 앵커(조 파리고)
- 텀블위즈(KBS)
- 토크 투 미(KBS) - 서니 짐 켈시 (본디 커티스-홀)
- 트루 크라임(SBS)
- 티벳에서의 7년(KBS) - 섭정관 (대니 덴종파)
- 파 프롬 헤븐(KBS) - 레이먼드 디건 (데니스 헤이스버트) 외
- 퍼펙트 스톰(KBS) - 토드 (크리스토퍼 맥도날드) / 밥 (마이클 아이언사이드) / 쿠엔틴 (샌디 워드)
- 프리잭(KBS) - 분(그랜드 L. 부시)
- 프리퀀시(SBS)
- 프린세스 다이어리(KBS) - 모타즈 총리(조엘 맥크러리)
- 플레전트빌(SBS)
- 퍼펙트 머더(SBS)
- 주성치의 성전강호(SBS)
- 페어 게임(SBS)
- 풍운(KBS) - 보경천 (우영광)
- 폭로(SBS) - 밥 개빈 (도날드 서덜랜드)
- 필사의 도전(SBS)
- 헌티드(KBS) - 테드(존 핀)
- 홀랜드 오퍼스(KBS) - 빌(제이 토마스) / 러스의 아버지(존 헨리 레드우드)
- 황비홍5(SBS) - 황기영 (유순)
- FBI 기동타격대(SBS)
- 추락한 백만장자(KBS)

### 외국 드라마
- X파일(KBS) - 월터 스키너 부국장(미치 필레지)
- 그레이 아나토미(KBS) - 래리 제닝스(미치 필레지)
- 프리즌 브레이크 시즌 2(SBS) - 알렉산더 마혼 (윌리엄 피츠너)
- 로마(SBS) - 줄리어스 시저 (시아란 힌즈)
- 토치우드(KBS) - 샤피로
- 닥터 후(KBS) - 닉슨(시즌 6) / 안젤로(코라도 인베르니치,시즌 10) / 사령관(시즌 10)
- V(KBS) - 마틴 (프랑크 애쉬모어)
- 스필버그의 어메이징 스토리(KBS) - 커버 교수
- 삼국지(KBS) - 관우 (우영광)
- 리벤지(KBS) - 콘래드 (헨리 체르니)
- 셜록 시즌 4(KBS) - 수용소장(아트 말릭)
- 디셉션(KBS) - 밀러(다니엘 런던,4화) / 베이커(대니 마스트로조르조,9화)
- 불멸의 사나이(KBS)

### CF
- 신한카드
- 대우증권
- SHOW(KTF)
- 닥터위콤
- 가스안전캠페인
- 컨디션(CJ)
- 롯데카드
- 현대카드
- 하이패스
- 이과수(청호나이스)
- 토러스(포드)

### 방송
- 동물의 왕국(KBS)
- 여명의 눈동자(MBC) - 지난 줄거리 해설
- 한옥의 향기(부산MBC)
- 금관가야의 비밀(부산MBC)

### 특촬물
- 파워레인저 SPD(투니버스) - 도기 크루거
- 파워레인저 캡틴포스/파워레인저 갤럭시포스(챔프) - 도기 크루거

### 예고
- FBI 기동타격대(SBS)

### 게임
- 안젤리크 스페셜 - 빛의 수호성 줄리어스